# Лак

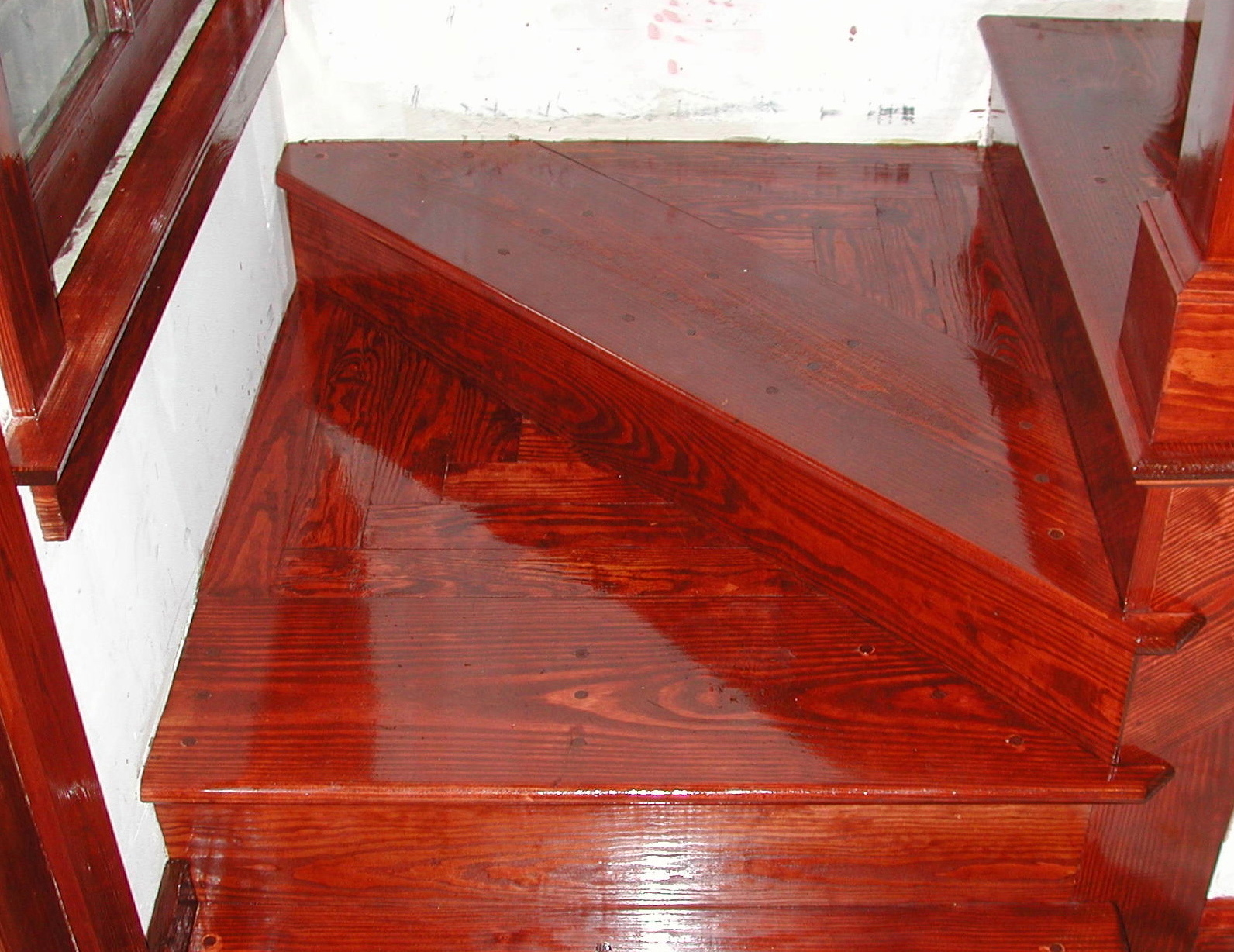
Полаковані дерев'яні сходи

Лаки — це прозорі розчини природних або синтетичних плівкоутворювачів (смол або ефірів целюлози) у спирті, скипидарі, олії, з домішками пластифікаторів та інших речовин, яким покривають яку-небудь поверхню для її захисту та надання блиску. Є лаки на основі термопластичних полімерів (зазвичай однокомпонентні) і термореактивніх полімерів (зазвичай багатокомпонентні). При висиханні матеріалів на основі термопластів випаровуються розчинники, в термореактивних — відбувається полімеризація (поліконденсація). Лаки використовують у чистому вигляді для приготування емалевих фарб, деяких ґрунтовок і шпаклівок.

## Загальні відомості
Лакофарбові матеріали та їх композиції призначені для утворення лакофарбових покриттів, які забезпечують захист поверхонь від впливу середовища (захисні покриття), надання їм зовнішнього вигляду (з точки зору технічної естетики), а при об'єднанні цих властивостей подібні покриття носять назву «захисно-декоративні покриття». Такі покриття складають групу найрозповсюдженіших матеріалів. Окрему категорію складають лакофарбові покриття з особливими властивостями (антиадгезійні, електроізоляційні, струмопровідні, антисептичні, тепло- й холодостійкі, термочутливі, люмінесцентних).
Розрізняють алкідні лаки (олійні, гліфталеві, пентафталеві), нітролак (ефіроцелюлозні), перхлорвінілові, поліуретанові, спиртові, бітумні, кремнеорганічні та ін.
Лаками називають розчин плівкоутворюючих речовин у органічних розчинниках або у воді, який утворює після висихання тверду прозору однорідну плівку. Фарби, виготовлені на лаках, називають емалями.
Основні компоненти лакофарбових матеріалів — плівкоутворювачі, розчинники та пігменти. Плівкоутворювачі надають лакофарбовим матеріалам здатність утворювати плівки, що визначає їх основні властивості. Ними можуть бути рослинні олії, синтетичні смоли й ефіри целюлози. Розчинниками лакофарбових матеріалів є скіпідар, уайт-спіріт, ацетон, спирти. Розчинники обирають в залежності від плівкоутворюючої речовини: для олій використовують скіпідар та уайт-спіріт; для смол — спирти, ацетон й ароматичні вуглеводні типу толуолу й ксілолу, для ефірів целюлози — ацетон. Розчинники є інертними, леткими. Для пришвидшення висихання застосовують каталітично діючі сикативи, які представляють собою розчини оксидів або солів кобальту, цинку, свинцю, марганцю у рослинній олії.
Пігменти (барвники) застосовують для надання певног окольору лакофарбовому матеріалу. Водночас пігменти покращують адгезію, підвищують антикорозійні властвості й водостійкість плівок. По хемічному складу вони єокисдами або солями металів (вохра, залізний сурик, цинкові та титанові білила), порошки алюмінію, цинку й елементарного вуглецю (графіт, сажа).
Для здешевлення лакофарбових покриттів до них додають наповнювачі (наприклад, крейду, каолін, тальк й інші речовини). Застосування слюди й азбесту сприяє підвищенню термостійкості.
До лаків та емалей, які є стійкими при низьких температурах, відносяться перхлорвінілові лаки та емалі, епоксидні лаки та емалі, лаки та емалі на поліуретановій основі тощо. Ці лакофарбові покриття є стійкими до хімічних реагентів, бензину, олій та води, зберігають ці властивості при температурах -60 С. Технологічна перевага перхлорвінілових лакофарбових покриттів — швидке висихання (1-2 години при 20 С) й можливість нанесення приклиттів шляхом набризкування. Недоліки — зміна кольору під впливом атмосферних умов, слабка адгезія до металів, мала твердість, велика витрата.
Лакофарбові матеріали на основі епоксидних смол наділені високою адгезією, малою пористістю, доброю атмосферостійкістю, вологостійкістю й зберігають вказані властивості при -60 С. Вони стійкі до впливу лугів й мінеральних кислот середньої концентрації. Епоксидні лакофарбові матеріали є двохкомпонентними композиціями — епоксидний лак або емаль, які не тверднуть довгий час, та затверджувач, який уводиться до них безпосередньо перед нанесенням на захищувану поверхню.
Поліуретанові покриття мають хорошу адгезію до металів, високу атмосферостійкість й ізоляційну здатність. Наносяться на сталеві конструкції, конструкції з кольорових металів та сплавів, на гетинакс, текстоліт, кераміку.
Нітроцелюлозні лаки й фарби (нітролаки й нітроемалі) використовуються у діапазоні температур -40 — +60 С. Швидко висихають, бензо- та олієлостійкі, атмосферостійкі. Негативними якостями є понижена адгезія та вони легко загоряються.

## Йодометрична шкала
Йодометрична шкала — сукупність еталонних розчнів різної концентрації йоду у мг в 100 мл напівнормального розчину йодистого калію, які слугують в якості еталонів для порівняльної оцінки пофарбованості прозорих лакофарбових матеріалів (олій, оліф, лаків).
Ступінь пофарбованості встановлюється числом мг йоду, який міститься у еталонному розчині.

## Твердість плівки
Визначається маятниковим пристроєм (ДСТУ ISO 1522:2015).

## Алкідні (олійно-смоляні) лаки
Лаки ПФ-283 і ГФ-166 використовують для внутрішньої обробки, а останній і для зовнішньої.
Лак ЛФ-231 застосовують для покриття паркетних підлог. Він водостійкий і добре блищить. Плівку лаку з підлоги можна видалити змивкою (на відміну від лаку МЧ-248, який видаляється лише циклюванням). Зазвичай підлогу покривають лаком три рази.
Нітролаки (НЦ) швидко висихають дають тверду, але тонку плівку. Недолік їх — слабке прилипання до металів і лущення сухої плівки. Найпоширенішими є НЦ-218, НЦ-224, НЦ-228. Вони дають прозорі міцні покриття. Сохнуть 1-2 години.
До нітролаків відносяться цапонлаки № 951-964 різних кольорів для декоративного покриття виробів з металу, скла, паперу.

## Спиртові лаки і політури
Спиртові лаки і політури готують, розчиняючи в спирті натуральні смоли: шелак ідітола, каніфоль (гарпіус).
Шелаковий лак № 7 дає міцну блискучу плівку. Використовують його для покриття дорогих меблів.
Ідітолові лаки №1 ІФ, №2 ІФ, №4 ІФ використовують для звичайних меблів, так як плівка з часом червоніє іноді окремими плямами.
Політури — це ті ж лаки, тільки вдвічі рідші, тобто в них менше смоли. Тому на поверхню деревини політуру наносять тампоном безперервним полірувальним рухом, тому оброблювана поверхня буває особливо рівна і блискуча.

## Лак на основібітумівіасфальтів
Готують із продуктів коксохімічного виробництва (дека) або асфальтів. В деякі лаки додають рослинні олії. Найпоширенішими з цієї групи є «Лак пековий», який використовується для покриття дерев'яних і металевих конструкцій, і олійно-бітумний лак № 176, застосовується для покриттів шасі автомобілів.

## Інші види лаків

### Поліуретанові лаки
Поліуретанові лаки УР-19, УЛ-1, УР-930 утворюють тонку матову плівку. Потрібно не менше ніж 4-5-разове покриття. Застосовуються з затверджувачем. Лакова плівка стійка проти мінеральних олій.

### Епоксидні лаки
Епоксидні лаки ЕП-540, Ч-4100 добре прилипають до металу, дерева, бетону, а по хімічній стійкості краще всіх лакофарбових матеріалів. Утворюють міцну плівку, проте вимагають затверджувача.
Епоксидний лак можна приготувати самому на основі епоксидної смоли, якщо готову суміш розчинити вдвічі ацетоном або іншим розчинником.
Саморобні лаки готують з клеїв БФ-2 або БФ-4. Клей розводять спиртом або ацетоном і наносять м'якою щіткою або пульверизатором на очищену і знежирену поверхню (наприклад, чеканка), яку попередньо підігрівають до температури 50-60°С. Розчинник швидко випаровується, а тонка плівка клею полімеризується і добре захищає від окиснення.
Лаком з клею МЦ-1 добре покривати бетонні та кам'яні вироби. Після випаровування розчинника на поверхні вироби залишається пластмасова плівка, і добре захищає її.

### Лаки в радіоелектроніці
У радіоелектроніці до лаків висуваються додаткові умови за їхніми електричним властивостям. У радіоелектроніці зазвичай застосовують полімерні лаки: полівінілхлоридні, полістирольні, ескапонові, епоксидні, кремнійорганічні, бакелітові.